# Pluimvee- en konijnenvereniging
Een pluimvee- en konijnenvereniging is in Nederland een vereniging bestaande uit een bestuur en leden die als doel hebben het houden, fokken en tentoonstellen van pluimvee zoals kippen, watervogels en duiven en konijnen, ook wel raspelsdieren genoemd. De vereniging kan eens per jaar een tentoonstelling organiseren, voor haar leden (clubtentoonstelling), maar ook voor leden van andere verenigingen (open tentoonstelling). 

## Overkoepelende organisaties
De verenigingen zijn vertegenwoordigd in overkoepelende organisaties. In de Achterhoek is dit het Achterhoeks Verband. Hier zijn 14 verenigingen uit deze regio bij aangesloten, bijvoorbeeld KPV Silvolde, PKV Vorden en PKV Ruurlo. Op de Veluwe zijn de verenigingen verbonden in het Veluws Verband. Ieder verband organiseert elk jaar een verenigingscompetitie voor de verenigingen welke lid zijn. De verenigingen moeten lid zijn van de overkoepelende bonden van de diersoorten die gefokt worden door de leden. 
Voor kippen, sier- en watervogels en konijnen is dit KLN, voor duiven is dit de NBS en voor park- en sierwatervogels is dit Aviornis.